# Зубанєв Микола Йосипович
Зубанєв Мико́ла Йо́сипович (11 [24] грудня 1904, Київ — 19 листопада 1984) — радянський військовий льотчик, Герой Радянського Союзу.

## Біографія
Народився в родині робітника. Українець. Член ВКП(б) з 1929 року. Закінчив робітфак. Навчався в Київському машинобудівному інституті.
У 1932 році за спецнабором призваний до лав Червоної Армії. Закінчив Одеську школу військових пілотів, потім школу командирів ланок. У боях німецько-радянської війни з червня 1941 року. Воював на Південно-Західному, Сталінградському, Воронезькому, 1-му Українському і 2-му Українському фронтах. Командував авіаційною ескадрильєю, потім полком.
До квітня 1945 року командир 110-го гвардійського штурмового авіаційного полку 6-ї гвардійської штурмової авіаційної дивізії 2-го гвардійського штурмового авіаційного корпусу 2-ї повітряної армії гвардії підполковник М. Й. Зубанєв здійснив 82 бойових вильоти. Його полк був одним з найкращих не тільки в дивізії, а й в корпусі. За зразкове виконання бойових завдань йому було присвоєно звання гвардійського та найменування «Вісленський». Полк також був нагороджений орденом Червоного Прапора, а 400 осіб льотно-технічного складу — орденами і медалями.
Указом Президії Верховної Ради СРСР від 27 червня 1945 року за зразкове виконання бойових завдань командування по знищенню живої сили і техніки противника і проявлені при цьому мужність і героїзм гвардії підполковнику Миколі Йосиповичу Зубанєву присвоєно звання Героя Радянського Союзу з врученням ордена Леніна і медалі «Золота Зірка» (№ 8060).

Могила Миколи Зубанєва

Після закінчення війни служив у Військово-повітряних силах СРСР на різних командних посадах. З 1953 року у відставці. Жив у Києві. Помер 19 листопада 1984 року. Похований в Києві на Міському кладовищі «Берківцях» (ділянка № 69).

## Нагороди
Нагороджений орденом Леніна, двома орденами Червоного Прапора, двома орденами Вітчизняної війни 1-го ступеня, орденом Червоної Зірки, медалями.